# Change (Every Little Thingの曲)
『Change』（チェンジ）は、日本の音楽グループEvery Little Thingが2010年2月24日に発売した38枚目のシングル。

## 概要
前作『冷たい雨』から約4か月でのリリースとなり、1万枚の完全数量限定生産盤。限定生産盤は2000年に発売の15thシングル『Rescue me／Smile Again』以来約10年振り。封入特典は差替えジャケット（3種類封入）。mu-moショップのオリジナル特典はB2サイズポスター。
サウンド・プロデュース、作曲は前年の36thシングル『DREAM GOES ON』から3作連続で五十嵐充が担当している。
本作の1か月後に発売された9thアルバム『CHANGE』の表題曲にもなっている。
表題曲のビデオクリップはEvery Little Thingの作品としては初のハイビジョン画質で制作されている。『Every Best Single 2 〜MORE COMPLETE〜』付属のBDに収録。

## 収録曲

### CD
1. Change
（作詞：持田香織 / 作曲：五十嵐充 / 編曲：五十嵐充 & Every Little Thing）
英会話イーオン企業CMイメージソング
2. Change (Instrumental)

### DVD
1. "Change" Video Clip

## 楽曲の収録アルバム
Change
- 『CHANGE』
- 『Every Best Single 〜COMPLETE〜』
- 『Every Cheering Songs』
- 『Every Best Single 2 ～MORE COMPLETE～』
- 『Every Best Single 2 〜laTe period〜』